# Pogórze Wiśnickie

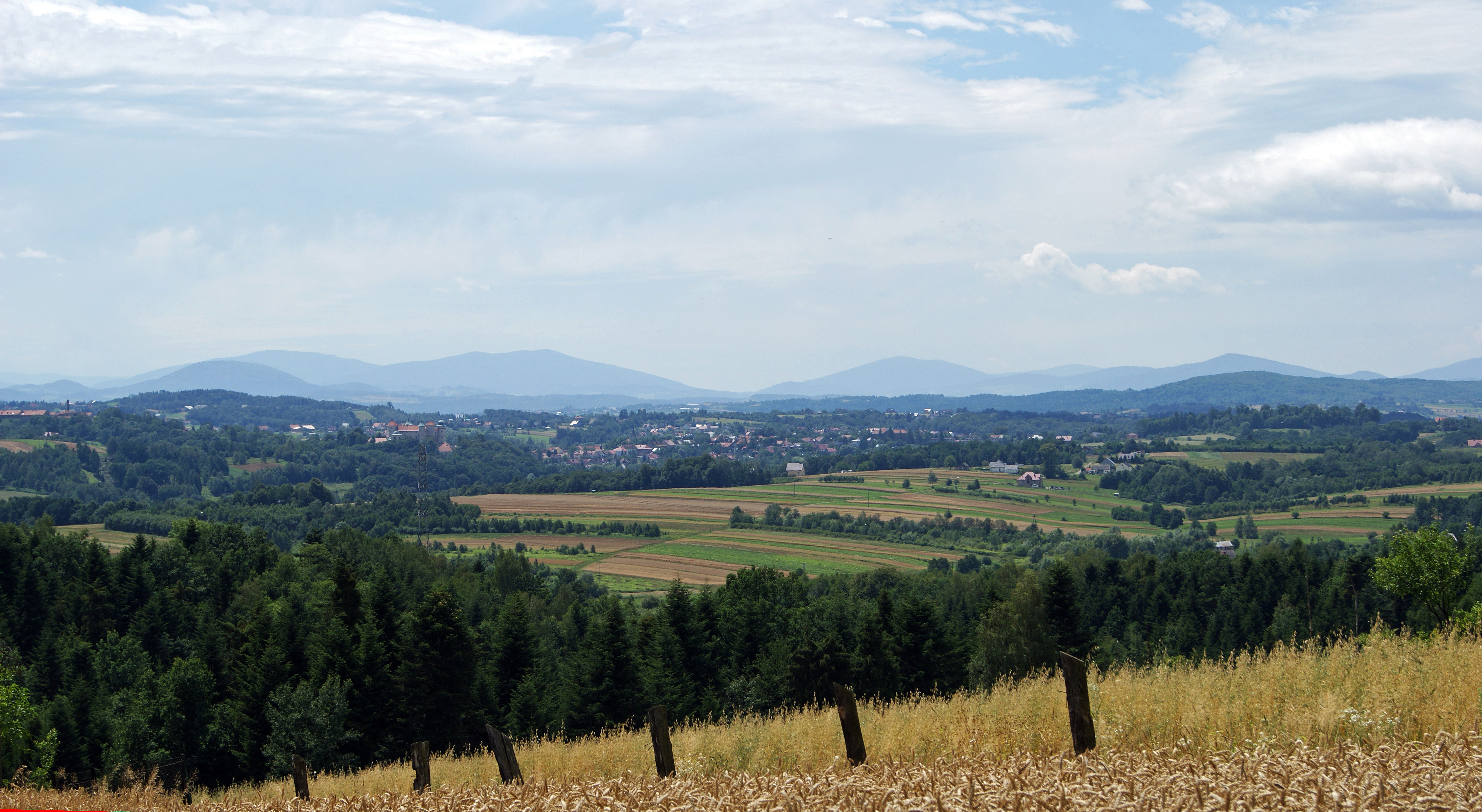
Blick auf Nowy Wiśnicz

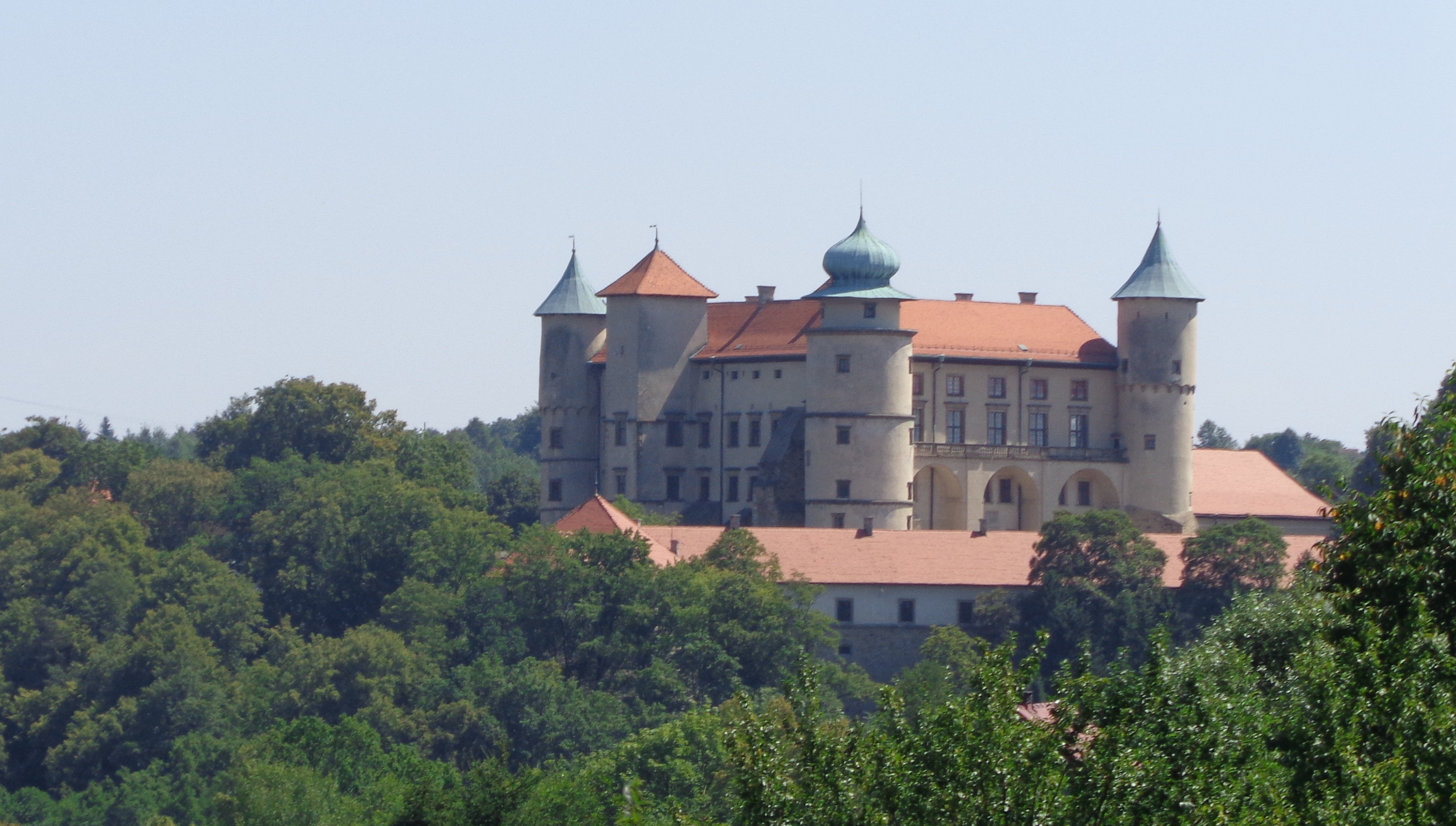
Burg Nowy Wyśnicz

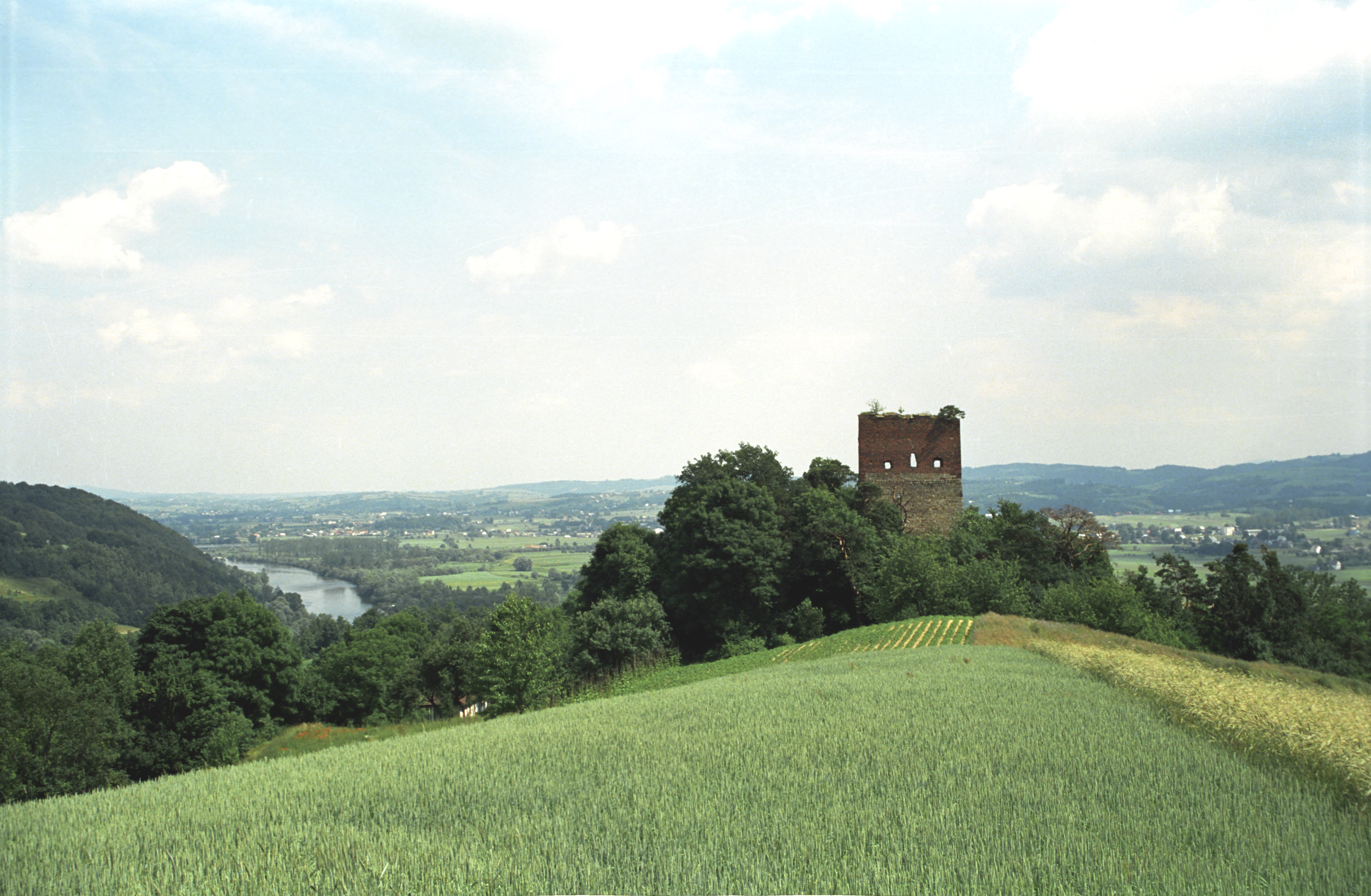
Burg Melsztyn

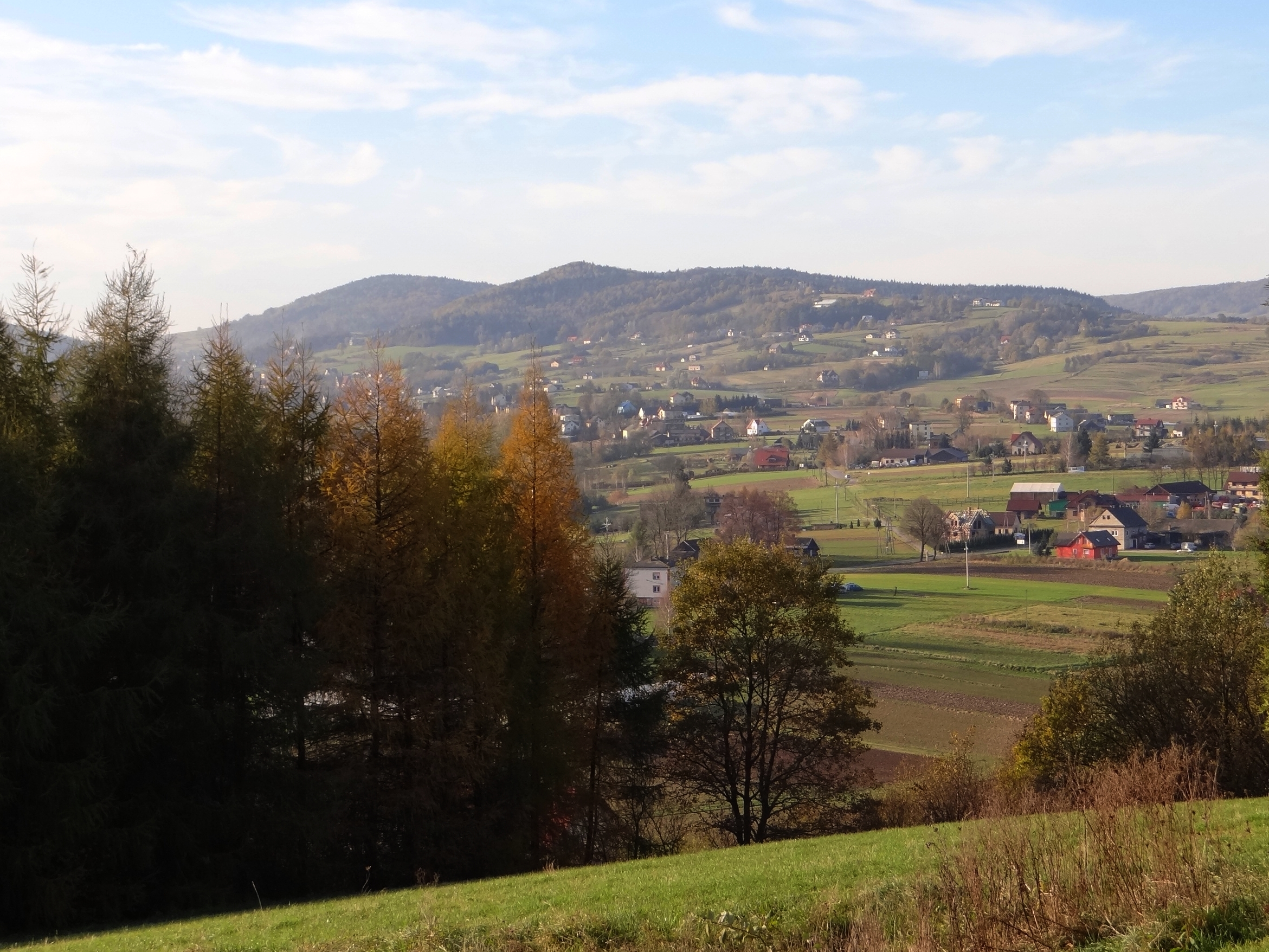
Sołtysie Góry

Das Pogórze Wiśnickie besteht aus Vorbergen der Westbeskiden im südlichen Polen in Woiwodschaft Kleinpolen. Sein höchster Gipfel ist die Jaszczurówka mit 538 m. Das Gebirge ist nach der Stadt Nowy Wiśnicz benannt.

## Geographie
Das Gebirge grenzt im Norden an das Sandomirer Becken und Nordwesten das Pogórze Wielickie, im Osten an die Pogórze Rożnowskie, im Süden an die Inselbeskiden. Es liegt zwischen den Flüssen Dunajec im Osten und Raba im Westen.

## Gliederung
Das 50 km lange und 10 km breite Gebirge gliedert sich in mehrere Kämme.

## Städte
Die Städte im Pogórze Wiśnickie sind Nowy Wiśnicz, Myślenice.

## Burgen
Im Pogórze Wiśnickie gibt es mehrere Burgen, die teilweise zu den Dunajec-Burgen gehören:
- Burg Dębno
- Burg Nowy Wyśnicz
- Burg Melsztyn
- Burg Czchów
- Burg Trzewlin

## Naturschutz
Das Gebirge liegt in dem Naturpark Pogórze Wiśnickie. Es gibt drei Naturreservate:
- Naturreservat Kamień-Grzyb
- Naturreservat Bukowiec (Wiśnicz-Gebirge)
- Naturreservat Panieńska Góra

## Tourismus

### Wanderwege
- ▬  – blau markierter Wanderweg: Bochnia – Nowy Wiśnicz – Naturreservat Kamień-Grzyb – Paprotna (bei Kamienie Brodzińskiego) – Rajbrot – Łopusze-Kamm – Przełęcz Rozdziele – Przełęcz Widoma – Kamionna – Pasierbiecka Góra – Tymbark.
- ▬ – grün markierter Wanderweg: Rajbrot – Dominiczna Góra, Piekarska Góra, Szpilówka und Bukowiec.
- ▬  – blau markierter Wanderweg: Biadoliny Szlacheckie über Dębno – Dąbrowa – Jaworsko -Wolnica – Melsztyn.
- ▬  – blau markierter Wanderweg: Wojnicz – Wielka Wieś – Panieńska Góra.

## Panorama

Blick von Jaworze